# カン・チュンド
姜 忠道（かん ちゅんど、1968年8月28日 - ）は、インデックス投資アドバイザーである。投資信託クリニック代表。神戸市出身の在日韓国人3世。
1999年、CFPファイナンシャルプランナーの資格を取得。
2000年に晋陽FPオフィスを開設。
2003年から、マネーの缶詰めスクール代表講師。
独立系ファイナンシャルプランナーとして活動。マネー誌や日本経済新聞にも登場する。

## 投資信託クリニック
アドバイザー事務所であり、インデックスファンドやETFを用いた資産運用を提案する。

## 出演
- 夕焼けマーケッツ 投資って楽しいねっ!（ラジオNIKKEI第1放送 ・ 2011年6月10日 - 2013年3月1日、毎月1回出演）
- マーケットプレス（ラジオNIKKEI第1放送 ・ 2013年4月3日 - 、毎週月曜日 電話出演）

## 著書
- 『日本人が知らなかったETF投資』（翔泳社）
- 『忙しいビジネスマンでも続けられる毎月5万円で7000万円つくる積立て投資術』（明日香出版社）